# Yıldız Aras
Pour les articles homonymes, voir Aras.
Née le 10 novembre 1977, Yıldız Aras est une karatéka turque qui a remporté de nombreuses compétitions internationales, et notamment le titre de championne du monde en kumite individuel féminin open aux championnats du monde de karaté 2000 et 2006.

## Palmarès
- 18 octobre 1998 :  Médaille de bronze en kumite individuel féminin open aux championnats du monde de karaté 1998 à Rio de Janeiro, au Brésil[2].
- 2000 : 
  - 5 mai :  médaille d'or en kumite individuel féminin open aux championnats d'Europe de karaté 2000 à Istanbul, en Turquie[3].
  - 12 octobre :  médaille d'or en kumite individuel féminin open aux championnats du monde de karaté 2000 à Munich, en Allemagne[4].
- 3 mai 2002 :  médaille d'or en kumite individuel féminin open aux championnats d'Europe de karaté 2002 à Tallinn, en Estonie[5].
- 9 mai 2003 :
  -  médaille d'or en kumite individuel féminin plus de 60 kilos aux championnats d'Europe de karaté 2003 à Brême, en Allemagne[6].
  -  Médaille de bronze en kumite individuel féminin open aux mêmes championnats[6].
- 7 mai 2004 :  médaille d'or en kumite individuel féminin open aux championnats d'Europe de karaté 2004 à Moscou, en Russie[7].
- 13 mai 2003 :
  -  médaille d'or en kumite individuel féminin plus de 60 kilos aux championnats d'Europe de karaté 2005 à Tenerife, en Espagne[7].
  -  Médaille de bronze en kumite individuel féminin open aux mêmes championnats[7].
- 2006 :
  - 5 mai :  Médaille d'argent en kumite individuel féminin plus de 60 kilos aux championnats d'Europe de karaté 2006 à Stavanger, en Norvège[7].
  - 5 mai :  Médaille d'argent en kumite individuel féminin open aux mêmes championnats[7].
- 15 octobre 2006 :  médaille d'or en kumite individuel féminin open aux championnats du monde de karaté 2006 à Tampere, en Finlande[8]
- 4 mai 2007 :
  -  médaille d'or en kumite individuel féminin plus de 60 kilos aux championnats d'Europe de karaté 2007 à Bratislava, en Slovaquie[7].
  -  Médaille de bronze en kumite individuel féminin open aux mêmes championnats[7].
- 2019
  -  Médaille d'argent en kumite féminin par équipes aux championnats d'Europe de karaté 2019 à Guadalajara.